# Stictoptera punctapex
Stictoptera punctapex là một loài bướm đêm trong họ Noctuidae.